# بروس هافمن
بروس هافمن (انگلیسی: Bruce Hoffman؛ زادهٔ ۱۹۵۴ (۷۰–۷۱ سال)) یک تحلیل گر سیاسی اهل ایالات متحده آمریکا است که به خاطر دیدگاه‌هایش دربارهٔ تروریسم و شورشیان شناخته شده‌است. هافمن مدیر مرکز مطالعات امنیتی و مدیر برنامه مطالعات امنیتی در دانشکده خدمات خارجی دانشگاه جرج‌تاون است. او متخصص در مطالعه تروریسم و مبارزه با تروریسم و شورش و ضد شورش است.

## شغل
هافمن در زمانی که دانشجوی دانشگاه آکسفورد از ۱۹۷۶ تا ۱۹۸۶ بود مطالعه در این رشته‌های مربوط به تروریسم را شروع کرد. هافمن در سال ۱۹۸۱ به مؤسسه رند در سنتا مونیکا، کالیفرنیا، ایالات متحده آمریکا پیوست.
او در سال ۱۹۹۴ مؤسسه رند را وقتی که به عنوان مدرس ارشد در روابط بین‌الملل در دانشگاه سنت اندروز دعوت شد، ترک کرد.
در سال ۱۹۹۴، او در همکاری با پروفسور پل ویلکینسون مرکز تحقیقات تروریسم و خشونت سیاسی (CSTPV) در دانشگاه سنت اندروز را تأسیس کرد و اولین مدیر این مرکز بود، او همچنین رئیس مرکز روابط بین‌الملل (۱۹۹۴–۱۹۹۸) در این دانشگاه بود.
هافمن در اواخر سال ۱۹۹۸ دانشگاه سنت اندروز را ترک کرد و به عنوان رئیس اداره واشینگتن (۱۹۹۸–۲۰۰۶) و معاون رئیس امور خارجی مؤسسه رند (۲۰۰۱–۲۰۰۴) و مدیر عامل مرکز سیاست عمومی خاورمیانه (۲۰۰۴) این مؤسسه مشغول بکار شد. او همچنین رئیس مرکز مبارزه با تروریسم و ضد شورش (۲۰۰۶–۲۰۰۶) در مؤسسه رند بود.
هافمن به عنوان مأمور عالیرتبه دولت در کمیسیون بازنگری ۹/۱۱ خدمت کرد، که موضوعات بازجویی دفتر مرکز تحقیقات (اف‌بی‌آی) و توانایی مبارزه با تروریسم، رادیکالیزاسیون و جرایم اینترنتی را بررسی می‌کرد. گزارش کمیسیون در تاریخ ۲۵ مارس ۲۰۱۵ منتشر شد.
او بین سال‌های ۲۰۰۴ و ۲۰۰۶ در آژانس اطلاعات مرکزی در زمینه مبارزه با تروریسم فعال بود. وی مشاور در زمینه مبارزه با تروریسم به دفتر امور امنیت ملی، اداره موقت ائتلاف بغداد، در عراق در سال ۲۰۰۴ و از سال ۲۰۰۴–۲۰۰۵ مشاور ضد شورش در دفتر استراتژی، برنامه‌ها و تجزیه و تحلیل دفتر مرکزی نیروهای چند ملیتی در عراق بود. هافمن همچنین مشاور گروه مطالعات عراق (۲۰۰۶) بود.

## انتشارات
انتشارات هافمن شامل کتاب‌هایی در رابطه با تروریسم است که عبارتند از:
- تبت مقدس: پیامدهای تروریستی با انگیزهای مذهبی (۱۹۹۳)؛
- درون تروریسم (نیویورک: انتشارات دانشگاه کلمبیا، ۱۹۹۸؛ دومین نسخه توسعه یافته و اصلاح شده ۲۰۰۶؛ نسخه سوم، اوت ۲۰۱۷).
- عدم موفقیت استراتژی نظامی بریتانیا در فلسطین ۱۹۴۷–۱۹۳۹ (بار ایلان، اسرائیل، انتشارات دانشگاه بار ایلان، ۱۹۸۳).
- سربازان ناشناس: مبارزه برای اسرائیل، ۱۹۱۷–۱۹۴۷ (نیویورک: Knopf، ۲۰۱۵ و نیویورک: Vintage، ۲۰۱۶).
- تکامل تهدیدات تروریستی جهانی: از ۱۱ سپتامبر تا مرگ اسامه بن لادن (۲۰۱۴).
- سردبیر مجله علمی، مطالعات جنگ و تروریسم؛
- سردبیر مجموعه مطالعات کلمبیا در مورد تروریسم و جنگ نامنظم، منتشر شده توسط دانشگاه کلمبیا.
- همکاری با فرناندو ریاینارس.

## تحصیلات
در سال ۱۹۷۶، هافمن یک مدرک کارشناسی در تاریخ را از کالج کنتیکات کسب کرد. وی در رابطه با مطالعات روابط بین‌الملل در دانشگاه آکسفورد تحصیل می‌کرد، جایی که وی در سال ۱۹۷۸ موفق به کسب کارشناسی و در سال ۱۹۸۶ موفق به کسب کارشناسی ارشد شد.